# محسن افتاده
محسن افتاده (۲۹ تیر ۱۳۲۵ – ۲۹ آذر ۱۴۰۲) نوازنده ساز فاگوت اهل ایران بود. او عضو ارکستر سمفونیک تهران و بنیان‌گذار ارکستر مجلسی رودکی بوده است.

## خانواده
محسن افتاده دارای دو خواهر نوازنده به نام‌های مینا و مینو است. مینا افتاده نوازنده سرشناس سنتور و مینو افتاده نوازنده و مدرس سازهای ویولن و کمانچه، و همسر سابق محمد جلیل عندلیبی است.

## زندگی

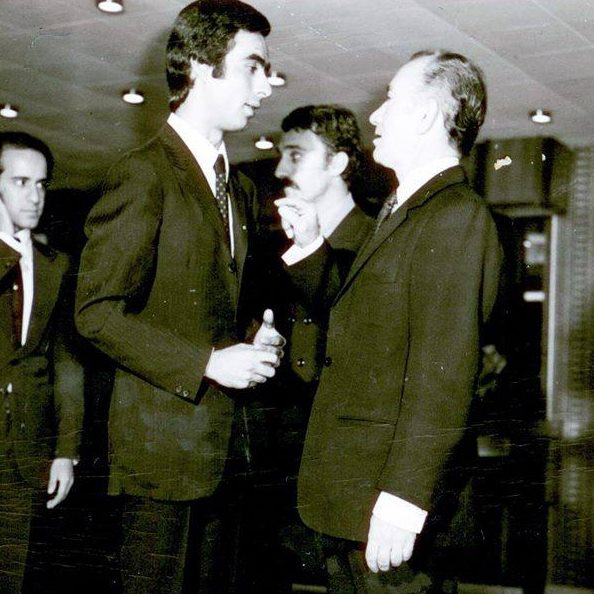
افتاده در کنار حشمت سنجری

محسن افتاده متولد سال ۱۳۲۵ در تهران بود. او از سن دوازده سالگی در هنرستان عالی موسیقی که آن سال‌ها در محل کنونی تالار وحدت قرار داشت ثبت‌نام شد و نواختن ساز فاگوت را بنابر تشخیص هنرآموزان وقت هنرستان آغاز کرد. او از اواخر سال ۱۳۴۰ بنابر دعوت استاد حشمت سنجری، به نوازنده اول فاگوت و همکار ثابت ارکستر سمفونیک تهران بدل شد. این همکاری تا سال ۱۳۵۶ ادامه یافت. پس از افتتاح تالار وحدت، از افتاده برای نوازندگی فاگوت دعوت به عمل آمد. این همکاری به مدت چهار سال، تا زمان تشکیل ارکستر مستقل اپرا ادامه داشت. او در سال ۱۳۵۰ موفق به دریافت مدرک لیسانس از هنرستان عالی موسیقی گردید. افتاده تا سال ۱۳۵۶ که به استخدام رادیو و تلویزیون درآمد، در هنرستان عالی موسیقی، کارگاه موسیقی رادیو و تلویزیون و هنرستان باغچه‌بان به تدریس اشتغال داشت. او در همین سال با عنوان سرپرست کارگاه موسیقی مازندران در ساری مستقر شد.
محسن افتاده، نوازندگی فاگوت موسیقی بسیاری از فیلم‌های سینمای ایران و همچنین شماری از سریال‌های ایرانی را بر عهده داشته است. در کارنامه هنری او سرپرستی ارکستر مجلسی رودکی و همکاری با آهنگسازان و هنرمندانی مانند حشمت سنجری به چشم می‌خورد. محسن افتاده طَی بیش از چهل سال نوازندگی حرفه‌ای در ضبط و اجرای آثار بسیاری از آهنگسازان ایرانی نظیر: مرتضی حنانه، ثمین باغچه بان، اسفندیار منفردزاده، فریدون ناصری، حشمت سنجری، فریدون شهبازیان، فرهاد مشکات، محمد سریر، فرهاد فخرالدینی، کریم گوگردچی، رضا ناروند، ناصر چشم‌آذر، بهمن زندی، هوشنگ کامکار، مصطفی کسروی، توماس کریستین داوید، ارسلان کامکار، محمد سعید شریفیان، حسن ریاحی، حسین دهلوی، همایون رحیمیان، محمد بیگلری‌پور، پرویز اتابکی، جلیل عندلیبی، منوچهر اسلامی، محمدرضا علیقلی، مجید انتظامی، فرشید رحیمیان، سیدمحمد میرزمانی، بابک افشار، حسین علیزاده، محمدرضا درویشی، بابک بیات، احمد پژمان، واروژ هاخبندیان (واروژان)، شیدا قراچه داغی و … حضور فعال داشته است.
تعدادی از مقالات این نوازنده فاگوت، در فصلنامه هنر و همچنین نشریات تخصصی موسیقی همچون هنر موسیقی به چاپ رسیده است که از میان آن‌ها می‌توان مقاله‌های «حشمت سنجری هنرمند برجسته ارکستر سمفونیک»، «موسیقی نظامی در ایران»، «موسیقی نظامی (رزمی) ایران قبل و بعد از اسلام» و … را نام برد.
۴ آذر ۱۳۹۶ در آیین سومین سال نوای موسیقی ایران از «محسن افتاده» تقدیر به عمل آمد و تندیس «سال نوا» و لوح تقدیر به او اهداء شد. محسن افتاده، چهارشنبه ۲۹ آذر ۱۴۰۲ در سن ۷۷ سالگی در تهران درگذشت.

## نوازندگی در آثار موسیقی فیلم
نوازندگی فاگوت موسیقی بیش از ۶۰۰ فیلم سینمایی و سریال‌های تلویزیونی ایرانی، توسط محسن افتاده انجام گرفته که بخشی از آن در ادامه آمده است:
| نام فیلم           | سال ساخت | کارگردان       | نوازنده فاگوت |
| ------------------ | -------- | -------------- | ------------- |
| بیگانه بیا         | ۱۳۴۷     | مسعود کیمیایی  | محسن افتاده   |
| قیصر               | ۱۳۴۸     | مسعود کیمیایی  | محسن افتاده   |
| فرار از تله        | ۱۳۵۰     | جلال مقدم      | محسن افتاده   |
| باباشمل            | ۱۳۵۰     | علی حاتمی      | محسن افتاده   |
| اسرار گنج دره جنی  | ۱۳۵۳     | ابراهیم گلستان | محسن افتاده   |
| هزاردستان          | ۱۳۵۸     | علی حاتمی      | محسن افتاده   |
| کفش‌های میرزا نوروز | ۱۳۶۴     | محمد متوسلانی  | محسن افتاده   |
| ناخدا خورشید       | ۱۳۶۵     | ناصر تقوایی    | محسن افتاده   |
| ای ایران (فیلم)    | ۱۳۶۸     | ناصر تقوایی    | محسن افتاده   |
| گبه (فیلم)         | ۱۳۷۴     | محسن مخملباف   | محسن افتاده   |